# Trhavina
Trhavina je výbušnina, která je za normálních podmínek velmi málo citlivá k vnějším vlivům a naopak po iniciaci dokáže vyvinout detonaci o mimořádně vysoké trhavé síle. Používají se obvykle při trhacích pracích v dolech, lomech, ražbě tunelů, demolicích apod. Trhavinou můžeme nazývat jak jednu látku (např. hexogen), tak i směs látek (např. trhaviny C4), což je směs hexogenu a plastifikátorů.
Mezi nejpoužívanější trhaviny ve smyslu chemických látek patří:
- pentrit (PETN)
- hexogen (RDX)
- oktogen (HMX)
- trinitrotoluen (TNT)
- dusičnan amonný
- NTO
- EGDN
- nitroglycerin
- nitrocelulóza

Mezi nejpoužívanější trhaviny ve smyslu směsí patří:
- C-4
- Semtex
- Tritonal
- PBXN-109
- H-6

Dusičnan amonný a palivo (obvykle olej) (DAP, popř. ANFO) - nejrozšířenější výbušnina vůbec